# Xã Lehman, Quận Pike, Pennsylvania
Xã Lehman (tiếng Anh: Lehman Township) là một xã thuộc quận Pike, tiểu bang Pennsylvania, Hoa Kỳ. Năm 2010, dân số của xã này là 10.663 người.